# Grabów nad Wisłą
Grabów nad Wisłą – wieś w Polsce położona w województwie mazowieckim, w powiecie zwoleńskim, w gminie Przyłęk. Ma status sołectwa.
Wbrew nazwie, Grabów nad Wisłą nie leży nad Wisłą, lecz 14 km na zachód od niej. Dopełnienie „nad Wisłą" miało na celu odróżnienie jej od pobliskiego Grabowa nad Pilicą, kiedy to obie miejscowości (i pochodne od nich gminy Grabów nad Wisłą i Grabów nad Pilicą) należały do powiatu kozienickiego.
W latach 1975–1998 miejscowość administracyjnie należała do województwa radomskiego.
Wierni Kościoła rzymskokatolickiego należą do parafii Matki Bożej Fatimskiej w Ługach.

## Części wsi
| SIMC    | Nazwa        | Rodzaj                          |
| ------- | ------------ | ------------------------------- |
| 1059001 | Grabów Drugi | część wsi                       |
| 1059194 | Motycz       | część wsi                       |
| 1059260 | Nowy Grabów  | część wsi                       |
| 1059403 | Praga        | część wsi (zniesiona w 2023 r.) |
| 1059567 | Stary Grabów | część wsi                       |
| 1059656 | Wylezin      | część wsi (zniesiona w 2023 r.) |

## Historia
Prywatna wieś szlachecka, położona była w drugiej połowie XVI wieku w powiecie radomskim województwa sandomierskiego. Do 1954 roku siedziba gminy Grabów nad Wisłą. 
Powstanie wsi Grabów nad Wisłą datuje się na rok 1425 kiedy to król Władysław Jagiełło podróżował po terenach południowego Mazowsza. W Grabowie nad Wisłą ma siedzibę Rolniczy Zakład Doświadczalny Instytutu Uprawy, Nawożenia i Gleboznawstwa w Puławach. W miejscowości znajduje się zabytkowa kaplica św. Zofii, nekropolia rodziny Lenkiewiczów. Obecnie spełnia ona rolę kościoła. Do niedawna w Grabowie nad Wisłą znajdowały się ruiny dworku rodziny Lenkiewiczów. W Grabowie nad Wisłą działają Publiczna Szkoła Podstawowa im. Haliny Mirosławskiej oraz Filia Gminnej Biblioteki Publicznej w Przyłęku. Miejscowość liczy ok. 480 mieszkańców.

## Zabytki Grabowa nad Wisłą
- kaplica Św. Zofii – nekropolia rodziny Lenkiewiczów (obecnie kościół św. Zofii)
- zabytkowy park na terenie IUNG z licznymi pomnikami przyrody (dęby)
- dworek rodziny Lenkiewiczów (w rozbiórce)